# Sonia Iovan-Inovan
Sonia Iovan-Inovan (născută Inovan; n. 29 septembrie 1935, Cluj, România – d. 5 septembrie 2024, La Chapelle-de-Brain, Redon Agglomération⁠(d), Franța) a fost o gimnastă română, dublu laureată cu bronz olimpic la Melbourne 1956 și Roma 1960, medaliată cu bronz la Campionatele Mondiale și multiplu medaliată cu argint (pe echipe) și cu bronz (în probele individuale pe aparate) la Campionatele Europene.
Ea a fost absolventă a ICF din București. A fost profesor universitar la Academia de Studii Economice și cadru didactic la Facultatea de Educație Fizică a Universității Ecologice. Din 1997 a lucrat la Institutul de Educație Fizică și Sport din Balahad (Liban). Ulterior s-a stabilit în Franța unde a decedat în 2024.
O sală de gimnastică din Cluj-Napoca poartă numele ei.

## Distincții
- Medalia Muncii (18 decembrie 1956) „pentru merite deosebite in pregătire și pentru rezultatele obținute la cea de a XVI-a ediție a jocurilor olimpice care au avut loc la Melbourne”[13]
- Ordinul Muncii clasa a III-a (1960)[9]